# Blagostanje
Blagostanje (hrv. blago + stanje) stanje je koje pojedinci doživljavaju na različite načine pa se može govoriti o materijalnom, duhovnom i drugim vrstama blagostanja.
Blagostanje nije mjerljivo, upravo zbog niza prefiksa koji se uz taj pojam vežu. Moguće je valorizirati jedino ekonomski i sociološki pojam "životni standard", koji usko korespondira s pojmom "blagostanje" te na temelju dobivenih rezultata analizirati stanje u društvu.
Pod blagostanjem se u svakodnevnoj komunikaciji podrazumijeva činjenica da netko ima više materijalnih sredstava (najčešće se misli na novac) u odnosu na prosjek, dakle, više nego "normalna osoba" te da toj osobi u materijalnom smislu ništa ne manjka.
U političkom kontekstu se kao indikator za materijalno blagostanje uglavnom uzima u obzir bruto domaći proizvod po stanovniku.
U sklopu promjena u društvu postoje zahtjevi da i drugi aspekti bogatstva budu uključeni ili percipiraju u političkom diskursu, primjerice, kvaliteta života kroz ugodan okoliš, mentalni razvoj i duhovnu ravnotežu.